# Eleanor McEvoy
Eleanor McEvoy (Dublino, 22 gennaio 1967) è una cantautrice irlandese.
L'artista è conosciuta soprattutto per il brano Only a Woman's Heart, che è uno dei brani più conosciuti e venduti in Irlanda.

## Biografia
Inizia a suonare il piano all'età di quattro anni. Negli anni successivi studia anche il violino e frequenta una piccola orchestra. Si diploma e trascorre alcuni mesi a New York. Nel 1988 entra a far parte della RTÉ National Symphony Orchestra, l'orchestra della RTÉ, dove resta per quattro anni.
Nel 1992 realizza la canzone Only a Woman's Heart, che viene inserita nella raccolta di artiste femminili irlandesi A Woman's Heart.
Il singolo ottiene un grande successo e così l'artista realizza e pubblica il suo eponimo album di debutto (1993), pubblicato dalla Geffen Records.
Il suo secondo album What's Following Me? è stato pubblicato nel 1996 (Columbia Records/Mosco Disc).
Nel 1999 esce Snapshots, prodotto da Rupert Hine, già collaboratore di Tina Turner, Suzanne Vega e altre artiste.
Il brano Sophie sale alla ribalta negli anni seguenti (2006-2008) e diventa un manifesto per coloro che soffrono di anoressia.
Nel 2001 esce Yola, album prodotto in maniera indipendente e al quale collabora il pianista Brian Connor. Il successivo Early Hours (marzo 2004) si sposta verso sonorità vicine anche al jazz e al blues, oltre che al folk.
Nel settembre 2006 viene pubblicato Out There, album a cui collabora come coautore Dave Rotherway (Beautiful South).
Nel febbraio 2008 è la volta di Love Must Be Tough, settimo disco. Esso contiene cover e tracce originali. Il disco seguente è Singled Out (settembre 2009), album di raccolta che contiene i singoli estratti dai suoi quattro album indipendenti e un nuovo brano dal titolo Oh Uganda, scritto proprio in Uganda.
L'ottavo album è I'd Rather Go Blonde, che celebra i venti anni di carriera e che viene pubblicato nel settembre 2010. Anche a questo disco partecipa Dave Rotherway.
Nel settembre 2011 esce Alone, in cui l'artista suona tutti gli strumenti.
In If You Leave... (marzo 2013) sono presenti diverse nuove canzoni e quattro reinterpretazioni. 
Nel marzo 2014 esce invece STUFF, undicesimo album dell'artista irlandese.

## Discografia
- 1993 - Eleanor McEvoy
- 1996 - What's Following Me?
- 1999 - Snapshots
- 2001 - Yola
- 2003 - Eleanor McEvoy "Special Edition"
- 2004 - Early Hours
- 2006 - Out There
- 2008 - Love Must Be Tough
- 2009 - Singled Out
- 2010 - I'd Rather Go Blonde
- 2011 - Alone
- 2013 - If You Leave...
- 2014 - STUFF